# Крап'є (Ясеноваць)
Крап'є (хорв. Krapje) — населений пункт у Хорватії, у Сисацько-Мославинській жупанії у складі громади Ясеноваць.

## Населення
Населення за даними перепису 2011 року становило 144 осіб.
Динаміка чисельності населення поселення:

## Клімат
Середня річна температура становить 11,35 °C, середня максимальна – 25,68 °C, а середня мінімальна – -5,16 °C. Середня річна кількість опадів – 932 мм.
| Клімат поселення                              | Клімат поселення | Клімат поселення | Клімат поселення | Клімат поселення | Клімат поселення | Клімат поселення | Клімат поселення | Клімат поселення | Клімат поселення | Клімат поселення | Клімат поселення | Клімат поселення | Клімат поселення |
| Показник                                      | Січ.             | Лют.             | Бер.             | Квіт.            | Трав.            | Черв.            | Лип.             | Серп.            | Вер.             | Жовт.            | Лист.            | Груд.            |                  |
| Середній максимум, °C                         | 7,48             | 9,21             | 13,42            | 17,90            | 22,46            | 25,68            | 24,37            | 23,60            | 19,96            | 15,14            | 9,82             | 5,74             |                  |
| Середня температура, °C                       | 1,15             | 2,88             | 7,10             | 11,58            | 16,13            | 19,36            | 20,94            | 20,18            | 16,51            | 11,70            | 6,38             | 2,30             |                  |
| Середній мінімум, °C                          | −5,16            | −3,44            | 0,78             | 5,26             | 9,82             | 13,04            | 17,50            | 16,73            | 13,08            | 8,28             | 2,93             | −1,13            |                  |
| Норма опадів, мм                              | 59               | 55               | 64               | 78               | 82               | 94               | 85               | 86               | 81               | 85               | 91               | 72               |                  |
| Середньомісячна швидкість вітру, м/с          | 1.63             | 1.90             | 2.26             | 2.19             | 2.00             | 1.80             | 1.80             | 1.60             | 1.60             | 1.64             | 1.70             | 1.70             |                  |
| Середньомісячна сонячна радіація, кДж/м²·день | 4305             | 7126             | 10951            | 15375            | 19691            | 21930            | 22754            | 20021            | 14767            | 9127             | 4824             | 3564             |                  |
| --------------------------------------------- | ---------------- | ---------------- | ---------------- | ---------------- | ---------------- | ---------------- | ---------------- | ---------------- | ---------------- | ---------------- | ---------------- | ---------------- | ---------------- |
| Джерело:                                      |                  |                  |                  |                  |                  |                  |                  |                  |                  |                  |                  |                  |                  |